# Ophisaurus harti
Ophisaurus harti är en ödleart som beskrevs av  George Albert Boulenger 1899. Ophisaurus harti ingår i släktet Ophisaurus och familjen kopparödlor. IUCN kategoriserar arten globalt som livskraftig. Inga underarter finns listade i Catalogue of Life.